# Fusillade du fort de Seclin

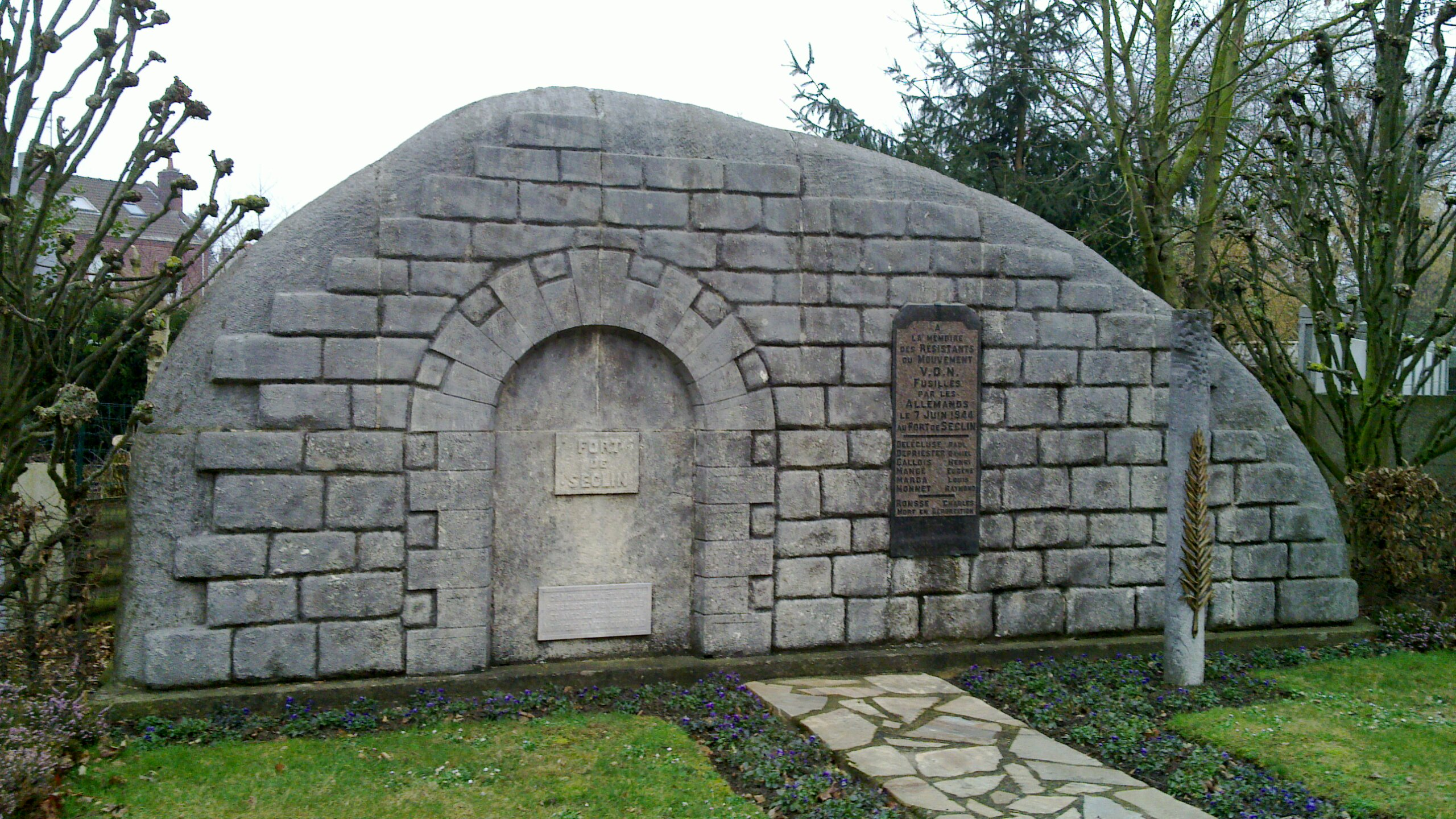
Monuments dédié aux résistants fusillés, près du Mémorial Ascq 1944, à Ascq.

La Fusillade du Fort de Seclin est une exécution de résistants ascquois qui s'est déroulée le 7 juin 1944, pendant la Seconde Guerre mondiale au fort de Seclin (dans le département du Nord).

## Résistants impliqués
Les résistants sont tous domiciliés à Ascq.
Paul Delécluse, Henri Gallois, Raymond Monnet, Daniel Depriester sont cheminots ; Eugène Mangé, chauffeur ; Louis Marga, chef d'équipe à la SNCF ; Jeanne Cools, employée.

## Historique
En 1943, Paul Delécluse (né le 31 octobre 1910), membre des Jeunesses Socialistes avant la guerre, rejoint le réseau de renseignement Alliance sous le pseudonyme « Eperlan ». Proche du réseau socialiste Libération-Nord, il est contacté par le mouvement Voix du Nord pour former un groupe de combat à Ascq.
En février 1944, un dépôt d'armes est créé chez Jeanne Cools à Ascq avec des armes qui avaient été parachutées dans l'Avesnois.
Le 27 mars 1944, le « groupe d'Ascq », dépendant de Maurice Pauwels et du mouvement Voix du Nord, commandé par Paul Delécluse, Marlière, Henri Gallois, Louis Marga, Leruste, Édouard Lelong et Eugène Mangé organise un sabotage qui échoue.
Le 29 mars 1944, Pierre Deshayes alias « Capitaine Jean-Pierre », officier des opérations aériennes pour la région Nord du Bureau des Opérations Aériennes et parachuté en janvier 1943 vient au domicile de Paul Delécluse. Il fait une démonstration de l'utilisation des explosifs, et participe le même jour à une nouvelle action de sabotage.
Le 1er avril 1944, un nouveau sabotage est réalisé au niveau de l'aiguillage par le groupe d'Ascq, avec la complicité d'un membre placé au poste de l'aiguillage de la rue Marceau, André Ollivier. Un convoi allemand est bloqué et les nazis présents massacrent 86 hommes en représailles : c'est le Massacre d'Ascq.
Le 21 avril 1944, à la suite d'une dénonciation de Marcel Dénèque, un agent de l'Abwehr, (contre-espionnage allemand) sont arrêtés d'une part Paul Delécluse et sa femme, d'autre part Jeanne Cools et Eugène Mangé, réfractaire de La Madeleine, caché chez Mademoiselle Cools.
Le 27 avril 1944, Henri Gallois est arrêté, suivi de Louis Marga, Raymond Monnet et Daniel Depriester.
Le 30 mai 1944, ils sont condamnés à la peine de mort par un tribunal allemand, le Conseil de guerre de la Feldkommandantur de Lille.
Le 7 juin 1944, les accusés de sexe masculin sont exécutés au fort de Seclin.
Le 27 juin 1944, un avis d'exécution parait dans le Grand Écho du Nord, daté du 16 juin, signé par le Generalleutnant (grade correspondant à l'époque à celui de général de division) Bertram. Il explique que les prévenus ont été exécutés « pour avoir entretenu des intelligences avec l'ennemi, dans le but de favoriser ses entreprises, et pour avoir détenu des armes de guerre et des explosifs ». Il est également précisé que « l'exécution de la peine prononcée contre Jeanne Cools a été provisoirement suspendue ».

## Monument commémoratif
En bordure du cimetière d'Ascq se trouve un monument commémoratif sur lequel est accolée une plaque sur laquelle est inscrite cette dédicace : 

« A la mémoire des résistants du mouvement V. D. N. fusillés par les Allemands le 7 juin 1944 au fort de Seclin ». Figurent dessous les six noms des fusillés du fort de Seclin ainsi que le nom de Charles Ronsse, ascquois mort en déportation à Dachau. »

Une des principales rues de Villeneuve-d'Ascq est nommée Rue des Fusillés du 7 juin 1944.